# Луиза Ангальт-Дессауская
Луиза Ангальт-Дессауская  (нем. Luise von Anhalt-Dessau; 10 февраля 1631, Дессау — 25 апреля 1680, Олава) — немецкая принцесса из дома Асканиев, регентша Легницко-Бжегского княжества (1672—1675), последняя княгиня Олавская и Волувская (1672—1680).

## Биография
Родилась 10 февраля 1631 года в Дессау. Третья дочь Иоганна Казимира, князя Ангальт-Дессау (1596—1660), и его первой жены Агнессы Гессен-Кассельской (1606—1650), дочери Морица, ландграфа Гессен-Касселя.
24 ноября 1648 года в своём родном городе Дессау принцесса Луиза вышла замуж за силезского князя Кристиана Бжегского (1618—1672). В это время её муж Кристиан был только соправителем вместе со своими старшими братьями Георгом III и Людвиком IV. Только четыре года спустя, в 1652 году, Луиза родила своего первого ребёнка, дочь, которую назвали Каролина.
Через года после получения наследства от своего бездетного дяди, князя Георга Рудольфа Легницкого в 1653 году, братья Георг III, Людовик IV и Кристиан решили разделить свои владения. Кристиан получил во владение небольшие города Волув и Олаву. Луиза и её муж поселились в Олаве, где она родила в 1657 году вторую дочь Луизу, которая умерла 6 февраля 1660 года. Спустя семь месяцев, 29 сентября 1660 года, в княжеской семьи родился третий ребёнок, долгожданный сын и наследник Георг Вильгельм. В 1664 году Луиза родила своего четвёртого и последнего ребёнка, второго сына Кристиана Людвика, который прожил только один месяц.
После смерти старших братьев, князя Людовика IV Легницкого (1663), и князя Георга III Бжегского (1664), не оставивших после себя мужских потомков, Кристиан объединил под своей властью все Легницко-Бжегское княжество.
Князь Кристиан Бжегский скончался 28 февраля 1672 года. Его единственный выживший сын, Георг Вильгельм, унаследовал в 1672 году Легницко-Бжегское княжество, но поскольку он был ещё несовершеннолетним, регентство приняла его мать Луиза Ангальтская, вдова Кристиана. По воле своего покойного мужа Луиза получила в пожизненное владение в качестве вдовьего удела города Волув и Олаву.
Княгиня-регентша, которая была толерантным и великодушным человеком, оказывала материальную помощь католикам, что не нравилось протестантскому населению княжества. Протестанты решили ускорить формальное провозглашение совершеннолетия молодого князя Георга Вильгельма. Несмотря на протесты Луизы, 14 марта 1675 года император Священной Римской империи Леопольд I Габсбург объявил князя Георга Вильгельма совершеннолетним и правителем своего княжества. Правление Георга Вильгельма было недолгим, он скончался через восемь месяцев, 21 ноября 1675 года, от оспы. С его смертью угасла мужская линия Силезских Пястов. После смерти 15-летнего князя Георга Вильгельма Легницко-Бжегское княжество было включено в состав Чешского королевства.
Луиза сохранила за собой вдовий удел и удалилась в Олаву, где она провела свои последние годы, занимаясь строительством в стиле барокко мавзолея Силезских Пястов в костёле Святого Иоанна Крестителя в Легнице, где она похоронила останки мужа, сына и некоторых из их предков.
25 апреля 1680 года Луиза Ангальтская скончалась в Олаве, она была похоронена рядом с мужем. Её владения (Волув и Олава) вошли в состав Чешского королевства.